# Serguéi Kólokolov
Serguéi Kólokolov (1962-2008) fue un deportista soviético que compitió en piragüismo en la modalidad de aguas tranquilas. Ganó cinco medallas en el Campeonato Mundial de Piragüismo entre los años 1981 y 1983.

## Palmarés internacional
| Campeonato Mundial | Campeonato Mundial       | Campeonato Mundial | Campeonato Mundial |
| Año                | Lugar                    | Medalla            | Competición        |
| ------------------ | ------------------------ | ------------------ | ------------------ |
| 1981               | Nottingham (Reino Unido) | Medalla de oro     | K4 10 000 m        |
| 1981               | Nottingham (Reino Unido) | Medalla de plata   | K4 1000 m          |
| 1982               | Belgrado (Yugoslavia)    | Medalla de oro     | K4 500 m           |
| 1983               | Tampere (Finlandia)      | Medalla de plata   | K4 500 m           |
| 1983               | Tampere (Finlandia)      | Medalla de bronce  | K4 1000 m          |